# Rácbad
Het Rácbad (Rác gyógyfürdő) is niet het oudste, nog in gebruik zijnde, badhuis van Boedapest, maar heeft wel een van de oudste bekende hydrothermale bronnen. De Kelten maakten zo'n 400 v. Chr. reeds gebruik van de natuurlijke bron op deze plek.

## Naam
Het badhuis heeft verschillende namen gehad, onder andere die van prins Emmerich (Imre) de zoon van Sint István, de eerste Hongaarse koning. De huidige naam is afgeleid van de grootste buitenlandse bevolkingsgroep die zich traditioneel eeuwenlang in deze vallei vestigden: de Serviërs, in het Hongaars; rác. Veel vluchtelingen voor de Ottomanen uit de Balkan, vonden hier een thuis. De naam is waarschijnlijk afgeleid van de plaats Raška, dan wel de provincie Rascia, waar veel vluchtelingen uit die tijd vandaan kwamen.

## Geschiedenis
De eerste bekende nederzetting in Boedapest, 400 jaar v. Chr, is die van een Keltische stam, de Eravisci, rondom een natuurlijke bron, waardoor de stam het hele jaar door voorzien werd van warm, drinkbaar water.
Hoewel de Romeinen vierhonderd jaar in deze streken verbleven, was het onwaarschijnlijk dat zij deze bron gebruikten voor een van hun baden. Zij vestigden zich meer naar het noorden, waar zij de stad Aquincum stichtten.
Ook de Hongaren maakten gebruik van deze bron. In de 14de eeuw stond hier een badhuis dat door de koning, die op de ernaast gelegen heuvel zijn paleis had, gebruikt werd. Tijdens de regering van koning Matthias liep er zelfs een overdekte gang van het paleis op de heuvel naar dit bad.
De Ottomanen, die de stad Boeda innamen in 1541, maakten gretig gebruik van dit badhuis.
Tijdens de Habsburgse overheersing, vanaf 1686, raakte het badhuis in verval. Het duurde bijna 200 jaar, totdat Hongarije een groot deel van haar zeggenschap terug kreeg, voordat het badhuis hersteld werd. In 1860 werd een eerste restauratie uitgevoerd, volgens de plannen van Miklós Ybl. Naast herstelwerkzaamheden aan de delen uit de Ottomaanse periode, werd een compleet nieuwe vleugel toegevoegd.
In de jaren 2000 onderging het bad een nieuwe reconstructie en werd het uitgebreid met een hotel. Het badhuis is uitgebreid tot 14 baden, verschillende Turkse baden en sauna's op een vloeroppervlakte van 8000 m².
Vanwege een geschil tussen gemeente en eigenaar, zijn badhuis en hotel tot op heden nog steeds gesloten.